# Терм
Терм (също Терма) е главният град на Етолийския съюз в Древна Елада, южно от днешния град Термо.

## Разположение
Терм се намира в планински район в днешна Западна Гърция, десетина километра северно от езерото Трихонида, и на 34 km от Агринио. Към III в. пр. Хр. е ограден от три страни с масивни стени и кули, а от четвъртата – от склона на връх Мега Лакос. Платото, на което се намира, е и естествено защитено, достъпно само по тесен, обрамчен с пропасти планински път.

## Политическо и културно значение
Още към края на Микенската епоха Терм вече е развито селище. През последните десетилетия на VII в. пр. Хр. в града е издигнат известният в цяла Елада храм на Аполон Термиос.
Към края на III в. пр. Хр. Терм е политически и духовен център на етолийците – мястото, където те провеждат своите събрания, трупат общите богатства и провеждат ежегодни игри. По време на войните на етолийците с Македония Терм на два пъти (през 218 и 206 г. пр. Хр.) е превземан и разоряван от Филип V. При първото от тези нашествия воините на македонския цар разрушават 2 000 статуи в града.
След Съюзническата и Първата македонска война етолийците възстановяват разрушения Аполонов храм. Терм запазва средищното си значение поне до покоряването от Рим през 168 г. пр. Хр., но след това бързо запада.

## Археологически разкрития
В рамките на Терм са открити фрагменти от множество статуи и паметници, сред които трофеят, увековечаващ победата на етолийците над галите при Делфи от 279 г. пр. Хр., както и частично запазени надписи, сред които договор между Етолия и Акарнания.
Сред главните находки са останките от храма на Аполон Термиос от Архаическата епоха, с основи на дорийски колонади и фрагменти от метопи, изрисувани с митологични сцени. След македонското нашествие в края на III в. пр. Хр. е издигнат нов храм по модела на разрушения. От Елинистическата епоха датират още два храма – на Артемида и на Аполон Лисиос.
Разкрит е и булевтерионът – правоъгълна сграда, в която са се провеждали съветите на етолийското федерално събрание. От булевтериона започвала широка (25 m) улица, заслонена от запад и изток с дълги (173 и 185 m) стои, пред които били наредени статуи на герои и богове.